# Distrito de Çıldır

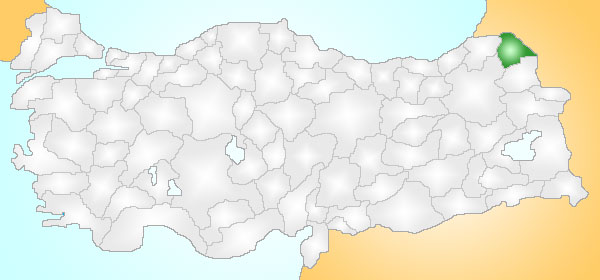
Localización de Çıldır.

Çıldır (en armenio: Հիւսիսեան Hiusisean; en georgiano, ჩრდილი Chrdili; en ruso: Чилдыр Childïr) es un distrito de la provincia de Ardahan situada al este de Turquía.
Entre 1732 y 1828 el vilayato otomano de Çildir abarcaba una zona mayor que la provincia actual, incluyendo parte de la actual Georgia.
El lago Çildir es un refugio para las aves y forma parte de la cuenca del río Kurá.
- Datos: Q272985

1. ↑  Worldpostalcodes.org,código postal n.º 75400.